# Sanjaagiin Bayar
Sanjaagiin Bayar (en mongol: Санжаагийн Баяр; 4 de marzo de 1956, Ulán Bator) es un político mongol que ocupó el cargo de primer ministro de Mongolia desde el 22 de noviembre de 2007 hasta el 29 de octubre de 2009.
En 1978 se licenció en derecho en Moscú y a partir de ese año y hasta 1990, se dedica a la actividad periódistica. Al mismo tiempo, en 1988 se afilia al Partido Revolucionario del Pueblo de Mongolia (PRPM). En 1990 pasa a formar parte de la Academia de las Ciencias Sociales y posteriormente se convierte en director del Instituto de Estudios Estratégicos del Departamento de Defensa. Entre 2001 y 2005 fue embajador de Mongolia en Rusia.
En 2005 es nombrado secretario general del PRPM y en octubre de 2007 se convierte en presidente del partido por un estrecho margen, sustituyendo a Miyeegombo Enkhbold. En esa misma asamblea es designado candidato a primer ministro. El 22 de noviembre el parlamento aceptó su nombramiento con 67 votos a favor y dos en contra. Tras la victoria de su partido en las elecciones parlamentarias de 2008 fue ratificado en su cargo con una amplia coalición con el principal partido opositor, el Partido Democrático.